# Archivea kewensis
Archivea kewensis – gatunek roślin z monotypowego rodzaju Archivea z rodziny storczykowatych (Orchidaceae). Jest to endemit występujący w Brazylii.

## Systematyka
Gatunek sklasyfikowany do podplemienia Stanhopeinae w plemieniu Cymbidieae, podrodzina epidendronowe (Epidendroideae), rodzina storczykowate (Orchidaceae), rząd szparagowce (Asparagales) w obrębie roślin jednoliściennych.